# NBAスポーツマンシップ賞
NBAスポーツマンシップ賞は、北米プロバスケットボールリーグNBAで毎シーズン、理想的なスポーツマンシップ精神に則り、フェアで誠実な模範となるべきプレーを行ったプレーヤーに授与される賞である。1995-1996シーズンから設けられた。WNBAでも類似の賞が設けられている。毎年、NBAの全30チームは選手を1名ずつ候補者として出し、次に各ディビジョンから1名ずつ選定し、そこから1名が賞を受ける。NBAのプレーヤーが投票権を持ち、1位の票は11点、2位は9点、3位は7点、4位は5点、5位は3点、6位は1点となり、1位の票数にかかわらず、合計得点が最も高かったプレーヤーの受賞となる。受賞者には、ジョー・デュマース・トロフィーが授与される。この名称は初代受賞者であるデトロイト・ピストンズのジョー・デュマースに因んだものである。授賞を始めてから19人のプレーヤーが受賞しており、複数回受賞したのはグラント・ヒル、マイク・コンリー（各3回）、ジェイソン・キッド、ケンバ・ウォーカー（各2回）の4人である。歴代受賞者のうち、デュマース、デビッド・ロビンソン、レイ・アレン、ヒル、キッドの5人が殿堂入りを果たしている。ルオル・デンは海外プレーヤーとして唯一の受賞者である。

## 歴代受賞者

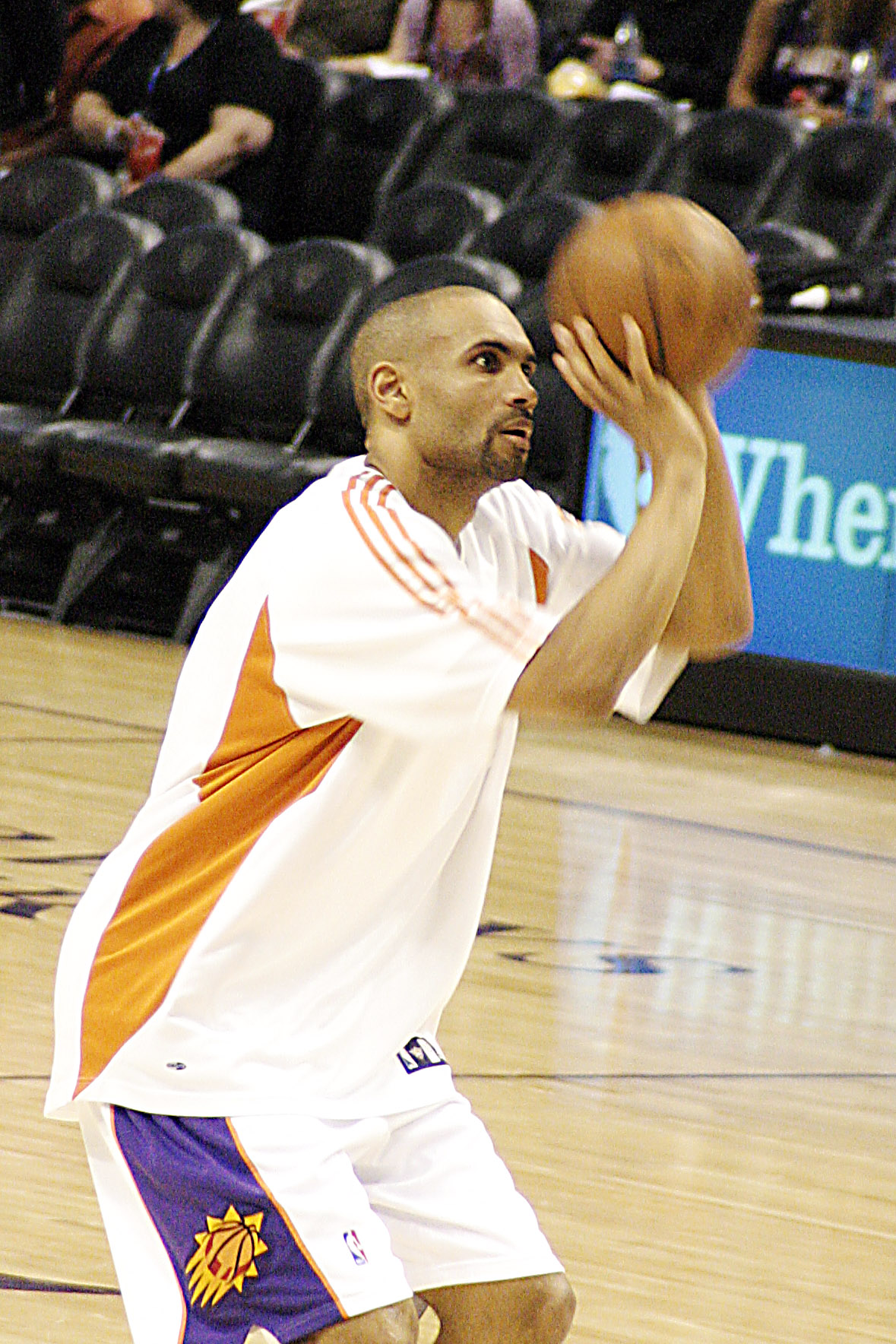
グラント・ヒル (3度受賞)

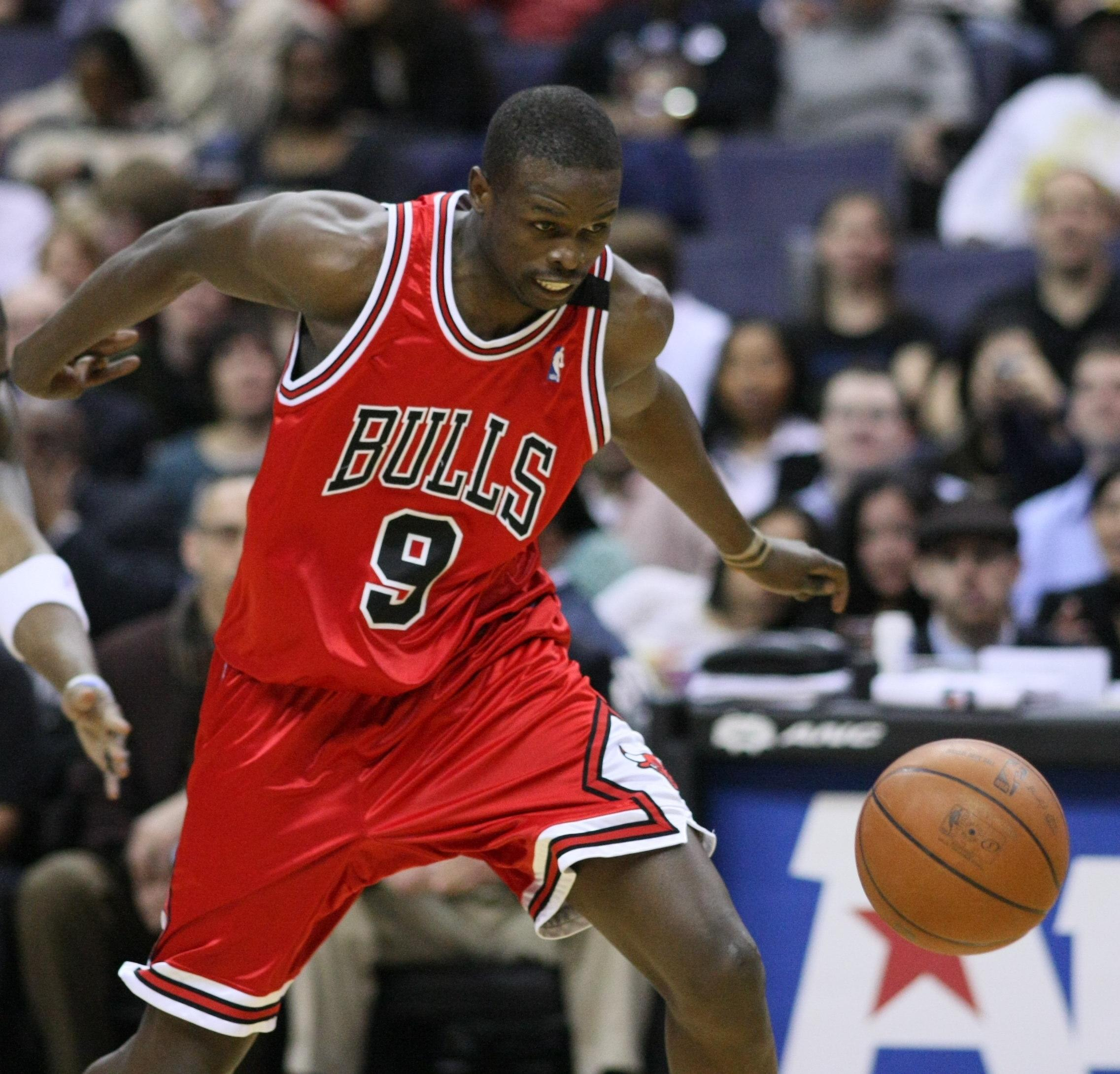
ルオル・デンはインターナショナルプレーヤーとして唯一の受賞者

マイク・コンリー (3度受賞)

| * | 殿堂入り |
| ^ | 現役選手 |

| Season  | Player                  | Pos. | Team                                   |
| ------- | ----------------------- | ---- | -------------------------------------- |
| 1995–96 | ジョー・デュマース*     | G    | デトロイト・ピストンズ                 |
| 1996–97 | テレル・ブランドン      | G    | クリーブランド・キャバリアーズ         |
| 1997–98 | エイブリー・ジョンソン  | G    | サンアントニオ・スパーズ               |
| 1998–99 | ハーシー・ホーキンズ    | G    | シアトル・スーパーソニックス           |
| 1999–00 | エリック・スノウ        | G    | フィラデルフィア・76ers                |
| 2000–01 | デビッド・ロビンソン*   | C    | サンアントニオ・スパーズ               |
| 2001–02 | スティーブ・スミス      | G    | サンアントニオ・スパーズ               |
| 2002–03 | レイ・アレン*           | G    | シアトル・スーパーソニックス           |
| 2003–04 | P・J・ブラウン          | C/F  | ニューオーリンズ・ホーネッツ           |
| 2004–05 | グラント・ヒル*         | F    | オーランド・マジック                   |
| 2005–06 | エルトン・ブランド      | F    | ロサンゼルス・クリッパーズ             |
| 2006–07 | ルオル・デン            | F    | シカゴ・ブルズ                         |
| 2007–08 | グラント・ヒル* (2)     | F    | フェニックス・サンズ                   |
| 2008–09 | チャンシー・ビラップス  | G    | デンバー・ナゲッツ                     |
| 2009–10 | グラント・ヒル* (3)     | F    | フェニックス・サンズ                   |
| 2010–11 | ステフィン・カリー^     | G    | ゴールデンステート・ウォリアーズ       |
| 2011–12 | ジェイソン・キッド*     | G    | ダラス・マーベリックス                 |
| 2012–13 | ジェイソン・キッド* (2) | G    | ニューヨーク・ニックス                 |
| 2013–14 | マイク・コンリー^       | G    | メンフィス・グリズリーズ               |
| 2014–15 | カイル・コーバー        | G    | アトランタ・ホークス                   |
| 2015–16 | マイク・コンリー^ (2)   | G    | メンフィス・グリズリーズ               |
| 2016–17 | ケンバ・ウォーカー^     | G    | シャーロット・ホーネッツ               |
| 2017–18 | ケンバ・ウォーカー^ (2) | G    | シャーロット・ホーネッツ               |
| 2018–19 | マイク・コンリー^ (3)   | G    | メンフィス・グリズリーズ               |
| 2019–20 | ヴィンス・カーター      | F    | アトランタ・ホークス                   |
| 2020–21 | ドリュー・ホリデー^     | G    | ミルウォーキー・バックス               |
| 2021–22 | パティ・ミルズ^         | G    | ブルックリン・ネッツ                   |
| 2022–23 | マイク・コンリー^ (4)   | G    | ミネソタ・ティンバーウルブズ           |
| 2023–24 | タイリース・マクシー^   | G    | フィラデルフィア・セブンティシクサーズ |
| 2024–25 | ドリュー・ホリデー^     | G    | ボストン・セルティックス               |